# Moghreb de Tétouan
A Moghreb de Tétouan, teljes nevén Moghreb Athletic Association Tétouan egy marokkói labdarúgócsapat. A klubot 1922-ben alapították, jelenleg az első osztályban szerepel.

## Története
A klubot 1922-ben alapították, az ország neve ekkor Marokkói spanyol protektorátus volt. Egy szezont a spanyol első osztályban is eltöltött.
Az ország függetlenné válása után a klub kettészakadt. A jelenleg is létező klub a marokkói első osztályban szerepel, míg a másik beolvadt az CA Ceuta csapatába.

## Jelenlegi keret
| # |     | Poszt | Név                |
| - | --- | ----- | ------------------ |
|   | MOR | K     | Mohamed Bistar     |
|   | MOR | K     | Chehaimi           |
|   | MOR | K     | Karam El Hajhouj   |
|   | MOR | V     | Tarik Lachehab     |
|   | MOR | V     | Yassin Sahel       |
|   | MOR | V     | Zakaria Melhaoui   |
|   | MOR | V     | Hicham El Amrani   |
|   | MOR | V     | Youssef Bouchta    |
|   | MOR | V     | Mohamed Aberhoun   |
|   | SEN | V     | Mortada Fall       |
|   | MOR | V     | Youssef Rabeh      |
|   | MOR | V     | Mustapha El Haddad |
|   | MOR | V     | Mohcine Laafafra   |

| # |        | Poszt | Név                   |
| - | ------ | ----- | --------------------- |
|   | MOR    | KP    | Ahmed Talbi           |
|   | MOR    | KP    | Ahmed Jahouh          |
|   | MOR    | KP    | Abdessamad Lmbarki    |
|   | MOR    | KP    | Abdellatif Nid Lehcen |
|   | MOR    | KP    | Adil Lamrabet         |
|   | MOR    | KP    | Karim El Youssfi      |
|   | MOR    | CS    | Abdelaadim Khadrouf   |
|   | MOR    | CS    | Marouan Imeghri       |
|   | Guinea | CS    | Mamadou Ba Camara     |
|   | MOR    | CS    | Khalid Sbai           |
|   | MOR    | CS    | Yassine Lakhal        |
|   | MOR    | CS    | Abderrahim Essaidi    |

## Külső hivatkozások
- Hivatalos weboldal